# Montagne de l'Ours (Estrie)
Pour les articles homonymes, voir Montagne de l'Ours.
La montagne de l'Ours est une montagne en Estrie, au Québec, qui fait partie des Appalaches ; son altitude est de 830 mètres.

## Géographie
La montagne est située le long de la route des Sommets, entre le village de Saint-Augustin-de-Woburn au sud de la route 212 qui mène à Notre-Dame-des-Bois.